# Kasteel van Huizingen

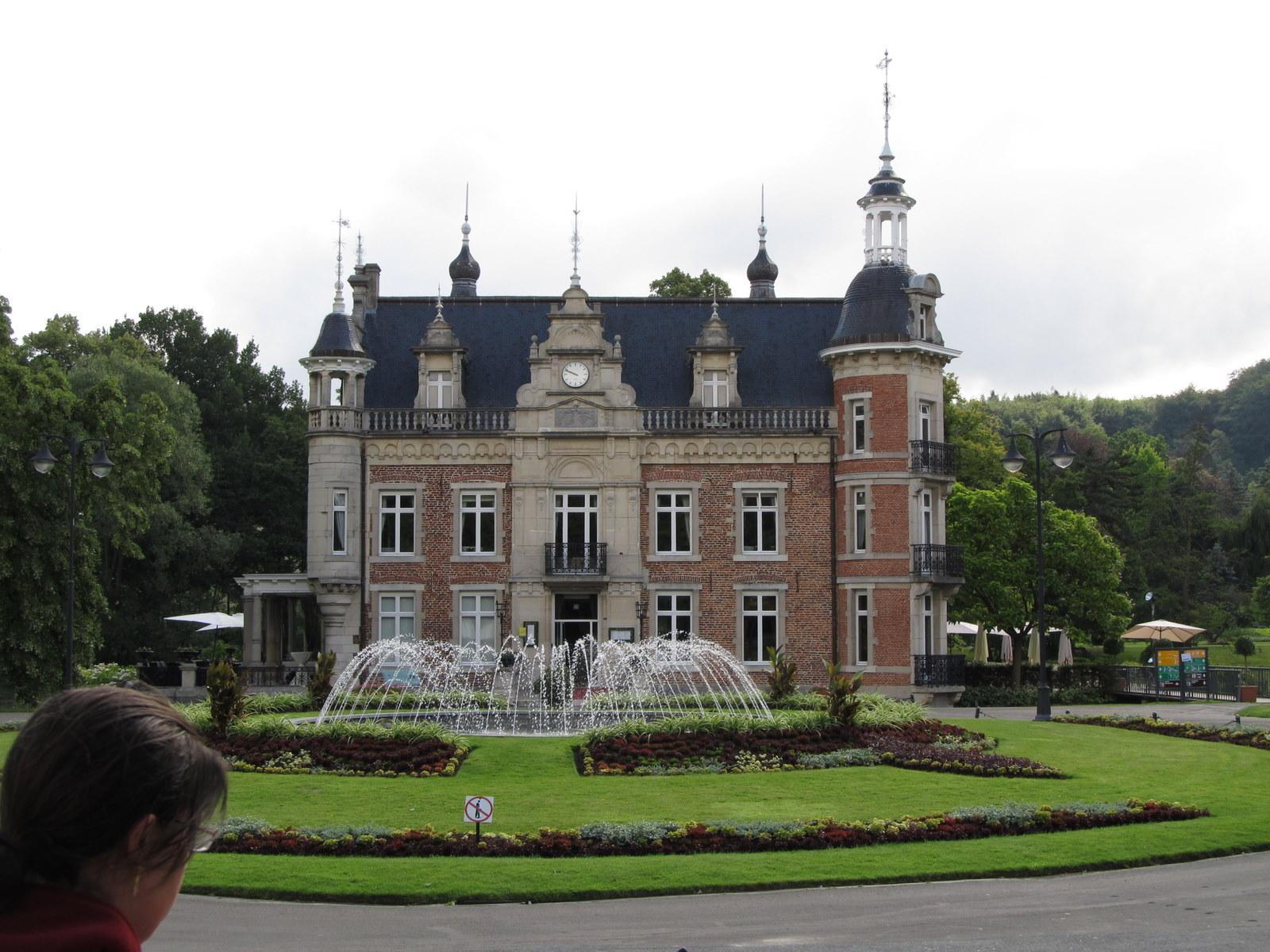
Kasteel van Huizingen

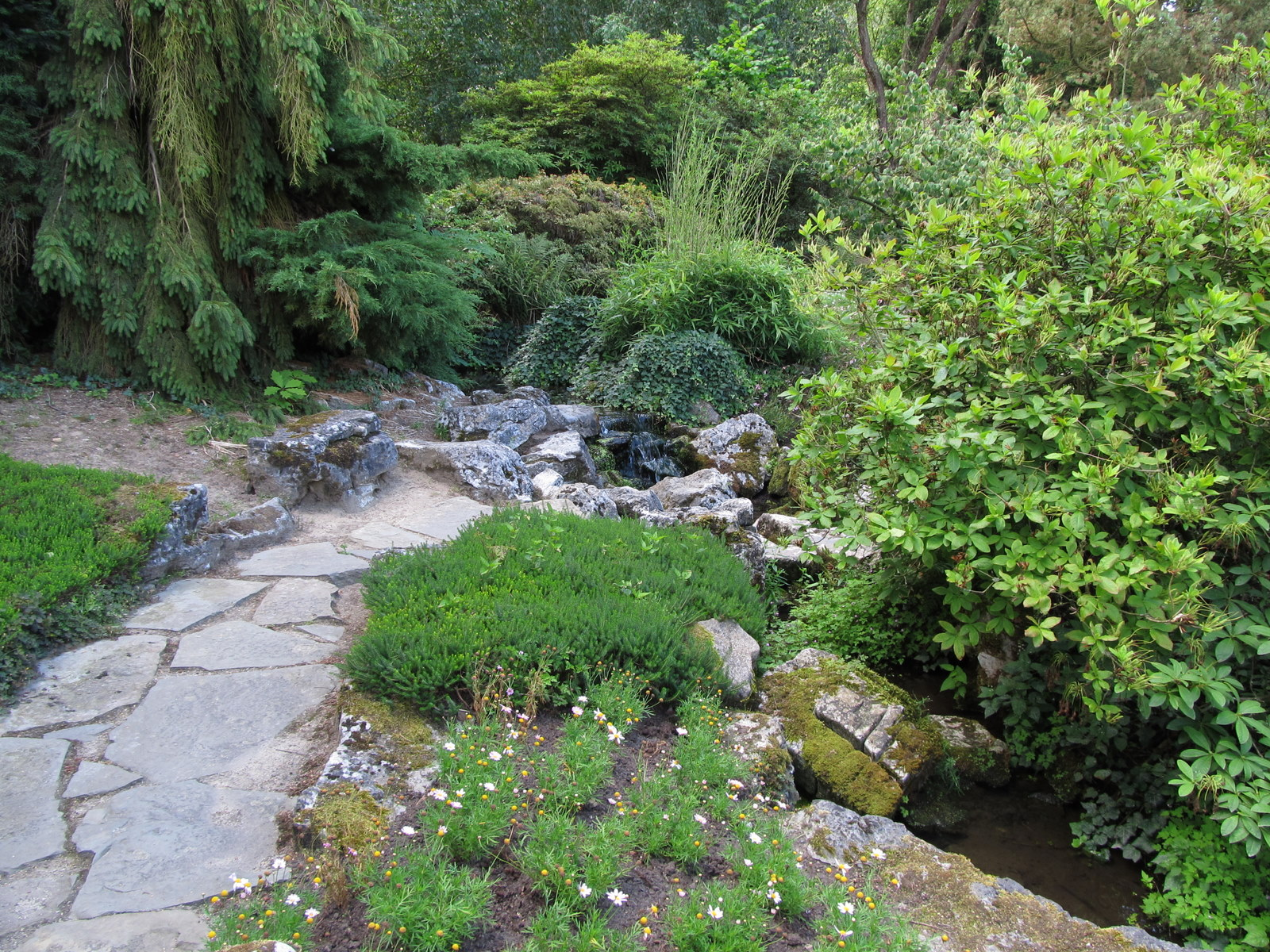
Rotstuin

Het Kasteel van Huizingen is een kasteel met domein in de tot de Vlaams-Brabantse gemeente Beersel behorende plaats Huizingen, gelegen aan de Henri Torleylaan 100.

## Geschiedenis
Deze plaats werd voor het eerst beschreven in 1491 en er was toen sprake van een huis of een hofstee. Het huis werd in 1540 verkocht aan Pierre de Boisot die heer was van Huizingen. Het huis werd door brand verwoest en in 1545 herbouwd. Men sprak toen van het Hoff ter Borght. Daarna kwam het aan Charles de Boisot die echter in 1566 het Eedverbond der Edelen ondertekende en vervolgens moest vluchten. Zijn goederen werden vervolgens door Filips II verbeurd verklaard.
Het goed ging achtereenvolgens naar de families Micault, Van Varik, De Gonzague en vander Gracht. In 1812 kwam het aan Ferdinand de Beeckmans en in 1819 aan Karel Vaucamps. Deze stierf in 1852 waarna het in andere handen kwam, maar in 1875 kocht Albert Vaucamps, zoon van Karel, het terug.
Het kasteeltje, tot dan toe een U-vormig bouwwerk, werd gemoderniseerd in Vlaamse neorenaissancestijl. Het werd uitgebreid en gedeeltelijk herbouwd tot er een bouwwerk op vierkante plattegrond ontstond. Ook liet hij een park aanleggen van 90 ha met 12 km aan wandelpaden.
Uiteindelijk werd het park in 1938 gekocht door de provincie en ingericht als provinciaal domein met een recreatieve functie. Het kasteel werd 1986-1988 vergroot en ingericht voor horeca en congrescentrum.

## Domein
Naast het kasteel is op het domein nog een portierswoning van 1918, een koetshuis van 1879 en een kleine duiventoren met vakwerkversiering.
In het domein werd in 1958 een rotstuin aangelegd. Deze tuin is 52.000 m² groot. Door de tuin loopt een beek. Een holle weg die door het park loopt werd overbrugd door een bakstenen brug. Ook zijn er twee ijskelders en is er een vijver.
Voor het kasteel liggen overblijfselen van een grafsteen van Pierre de Bousot en Louize van Tisnack, gestorven in respectievelijk 1561 en 1569.